# Giovanni Francesco Costa
Giovanni Francesco Costa, o anche Gianfrancesco Costa, (Venezia, 1711 – Venezia, 12 ottobre 1772), è stato un pittore, architetto e scenografo italiano.
Iniziò la sua attività a Venezia durante gli anni Quaranta del Settecento come pittore prospettico, seguendo le orme di Luca Carlevarijs. Fu allievo dei pittori e scenografi Gerolamo Mengozzi-Colonna e Giambattista Crosato, per poi affermarsi come scenografo, soprattutto per i teatri veneziani della Famiglia Grimani.

## Biografia
Non ci è pervenuta notizia riguardo agli studi giovanili: il primo dato certo sul suo conto riguarda l'iscrizione nel 1734 nel libro della fraglia veneziana dei pittori.
L'attività documentata inizia nel 1742 a Torino, dove l'artista fu chiamato da Crosato a collaborare alle scenografie delle due opere in programma per la stagione di Carnevale di quell'anno del Teatro Regio.
Nel 1743 vide la luce una serie di 10 acqueforti dal titolo Rovine d'archi templi terme anfiteatri sepolcri et altri edifizi sul gusto antico, nella quale l'artista rievoca malinconiche vestigia antiche, senza però leziosaggini, dimostrando al contrario una notevole indipendenza dal rovinismo degli altri artisti veneti, come il Ricci o il Canaletto. 

Sempre per il Teatro Regio di Torino, nel 1744-1745 realizzò gli scenari per l'opera Poro di Gluck (il libretto era un rifacimento di Alessandro nelle Indie di Metastasio) e per l'opera La conquista del vello d'oro di Giuseppe Sordella.

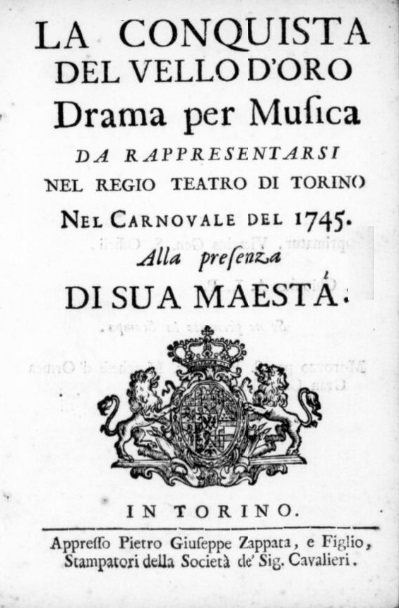
Frontespizio del libretto de La conquista del vello d'oro, di Giuseppe Sordella

Negli anni successivi al soggiorno torinese, l'artista si dedicò interamente all'incisione e alla pubblicazione di scritti scientifici. Nel 1746 vide la luce a Venezia  il trattato Delli cinque ordini di architettura del Palladio illustrata dal Costa.
Nel 1747, a Venezia, fu edito il libro Elementi di prospettiva esposti da Gianfrancesco Costa, con un elegante frontespizio e 22 vivaci tavole rappresentanti paesaggi con figure.

Tra il 1750 e il 1756 furono pubblicati i due tomi di Delle delicie del fiume Brenta espresse ne palazzi e casini situati sopra le sue sponde dalla sboccatura nella laguna di Venezia fino alla città di Padova, un'opera imponente composta da una serie di 140 incisioni che riproducevano le sontuose dimore dell'aristocrazia veneziana poste sulle rive del fiume Brenta e che costarono all'artista vari anni di duro lavoro fatto di meticolosi rilevamenti effettuati con l'aiuto della camera ottica. Le Delicie ebbero un notevole successo, tanto da essere più volte riedite.

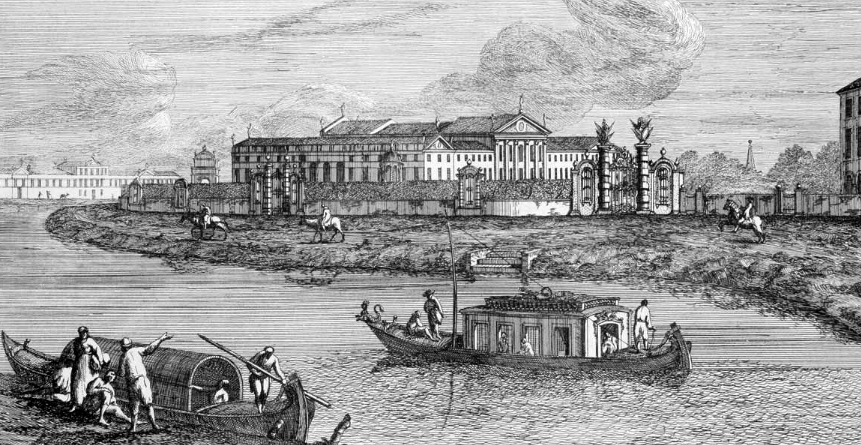
Villa Pisani da Delle delicie del fiume Brenta, 1750

A partire dal 1751 il C. riprese l'attività di scenografo, lavorando per il Teatro San Samuele, di proprietà della famiglia Grimani, che lo aveva ricostruito dopo l'incendio del 1747 con l'intenzione di farne il primo teatro d'opera buffa di Venezia. Durante questo periodo collaborò anche con Carlo Goldoni per la realizzazione di alcuni drammi giocosi, come ad esempio L'amore artigiano.
In quel periodo, Costa fu incaricato dai Grimani di progettare e costruire il nuovo Teatro San Benedetto, che fu inaugurato nel dicembre del 1755, ma il 5 febbraio 1774 esso venne distrutto da un incendio e subito dopo fatto ricostruire, su progetto di Pietro Checchia, con una pianta diversa. Il disegno originale della pianta si conserva nel Civico Museo Correr di Venezia.
Nel 1765, Costa effettuò un viaggio in Polonia, chiamato dal re Stanisalo II per le sue qualità di ingegnere teatrale e valevole di molto merito in tale professione.
Dal 1767 il nome dell'artista compare negli Atti dell'Accademia di Venezia come accademico aggregato e maestro dello studio dell'architettura. Questa scuola ebbe breve vita in quanto nel 1769 Costa non era più in grado, a causa di una malattia della vista, di continuare regolarmente le lezioni. Nell'ottobre 1770 si ammalò gravemente, nel 1771 fu costretto a dare le dimissioni e nell'ottobre del 1772 morì, a Venezia.
Anche il figlio Benedetto fu architetto e scenografo e collaborò con il padre nell'allestimento di varie opere e balletti.

## Opere
Della vasta produzione di Costa, basata essenzialmente sulle scenografie, ci sono pervenuti - oltre alle incisioni per i volumi a stampa - solo alcuni bozzetti teatrali, un paio di quadretti a olio (Cortile con pozzo, Museo civico di Padova, e Portico diroccato), alcuni disegni dal vero corrispondenti alle incisioni della serie delle Delicie, altri disegni di paesaggi (due conservati presso l'Albertina di Vienna, uno nella National Gallery of Scotland di Edimburgo), ed altre poche stampe.

## Scenografie
Elenco parziale:
- Poro, di Christoph Willibald Gluck, 1744
- La conquista del vello d'oro di Giuseppe Sordella, 1745
- Demetrio di Davide Perez, 1751
- Ginevra di Ferdinando Bertoni, 1753
- Il filosofo di campagna di Baldassare Galuppi, libretto Carlo Goldoni, 1754
- Li matti per amore di Gioacchino Cocchi, 1754
- Tamerlano di Gioacchino Cocchi e Giovanni Battista Pescetti, 1754
- Ezio di Giuseppe Scarlatti, 1754
- Lo speziale di Vincenzo Pallavicini e Domenico Fischietti, libretto Carlo Goldoni, 1755
- Il povero superbo di Baldassare Galuppi, libretto Carlo Goldoni, 1755
- Artaserse di Antonio Gaetano Pampani, 1756
- Semiramide riconosciuta di Francesco Brusa, 1756
- Adriano in Siria di Francesco Brusa, 1757
- Catone in Utica di Vincenzo Legrenzio Ciampi, 1757
- Sesostri di Baldassare Galuppi, 1757
- Nitteti di Johann Adolf Hasse, 1758
- Ezio di Giuseppe Scarlatti, 1759
- Demofoonte di Gioacchino Cocchi (in collaborazione con Andrea Urbani), 1759
- L'amore artigiano di Gaetano Latilla, libretto Carlo Goldoni, 1760
- Zenobia di Johann Adolf Hasse, 1761
- Demetrio, di Davide Perez, 1761
- Amor contadino di Giovanni Battista Lampugnani, libretto Carlo Goldoni, 1761
- Tigrane di Antonio Tozzi, libretto Carlo Goldoni, 1762
- Il re alla caccia di Baldassare Galuppi, libretto Carlo Goldoni, 1763
- Le contadine bizzarre di Niccolò Piccinni, 1763
- L'incognita perseguitata di Niccolò Piccinni, 1764
- Le donne vendicate, di Niccolò Piccinni, libretto Carlo Goldoni, 1764
- Achille in Sciro di Ferdinando Bertoni, 1764
- Il Re Pastore di Pietro Alessandro Guglielmi, 1767
- Antigono di Gian Francesco de Majo, 1768
- Arsace di Carlo Franchi, 1768
- Demetrio di Antonio Gaetano Pampani, 1768
- Alessandro in Armenia di Giovanni Battista Borghi, 1768
- Calandrano di Giuseppe Gazzaniga, 1771
- L'inimico delle donne di Baldassare Galuppi, 1771
- Gli intrighi amorosi, di Baldassare Galuppi
- L'astratto, ovvero il giocator fortunato di Niccolò Piccinni, 1771